# Jordan Christoskow
Jordan Atanasow Christoskow, bułg. Йордан Атанасов Христосков (ur. 20 października 1951 w Milewie w gminie Sadowo) – bułgarski ekonomista, urzędnik państwowy i nauczyciel akademicki, w latach 1994–1995 i w 2014 minister pracy i polityki społecznej, w 2014 także wicepremier.

## Życiorys
W 1976 ukończył studia w Wyższym Instytucie Ekonomicznym im. Karla Marksa. Następnie został badaczem w Bułgarskiej Akademii Nauk. Objął stanowiska profesorskie z zakresu ekonomii również na Uniwersytecie Płowdiwskim, specjalizował się w makroekonomii oraz polityce społecznej. Pracował jako konsultant przy projektach Komisji Europejskiej, Programu ONZ ds. Rozwoju oraz Organizacji Współpracy Gospodarczej i Rozwoju. Autor 2 monografii oraz około 100 artykułów naukowych.
Od 1991 do 1994 zajmował stanowisko wiceministra pracy i polityki społecznej, od października 1994 do stycznia 1995 kierował tym resortem w gabinecie Renety Indżowej. W latach 1995–1997 był doradcą prezydenta Żelu Żelewa ds. społecznych. Między 1997 a 2001 pracował w grupie roboczej zajmującej się reformą systemu emerytalnego, a od 2000 do 2009 kierował Krajowym Instytutem Ubezpieczeń Społecznych, instytucją zarządzającą wypłatą świadczeń społecznych. W sierpniu 2014 został wicepremierem oraz ministrem pracy i polityki społecznej w rządzie Georgiego Bliznaszkiego, urzędował do listopada tegoż roku. Pełnił wówczas także funkcję przewodniczącego komisji trójstronnej.